# Tsuneji Matsuda
Tsuneji Matsuda (japanisch 松田恒次 Matsuda Tsuneji; * 24. November 1895 in Osaka; † 15. November 1970 in Hiroshima) war von 1951 bis zu seinem Tod im November 1970 Präsident der Tōyō Kōgyō K.K., heute Mazda Motor Corporation. Die Unternehmensführung übernahm er von seinem Adoptivvater Jujiro Matsuda.

## Leistungen
Während seiner Präsidentschaft wuchs Mazda zu einem weltweit bekannten Unternehmen heran und begann mit dem Export von Automobilen nach Europa und in die USA. Als visionärer Unternehmer mit besonderem Interesse an neuen Technologien gelang es Matsuda 1960 in Deutschland die Lizenz für den NSU Wankelmotor zu erhalten. Schon zuvor hatte er eine gute Erfolgsbilanz vorzuweisen. In den frühen 1950er Jahren hatte die Familie Matsuda Methoden zum Sandguss nach Japan eingeführt, mit deren Hilfe kleine und komplexe Teile hergestellt werden konnten. 1958 wurde bei Tōyō Kōgyō die erste computerisierte Produktionslinie außerhalb der USA installiert. Mit einem von Kenishi Yamamoto geleiteten, aus 47 Entwicklern bestehenden Ingenieurteam (inoffiziell als die „47 Ronin“ bezeichnet), gelang es, den Wankelmotor trotz erheblicher Schwierigkeiten zur Serienreife weiterzuentwickeln. Wenig später konnte mit dem „Cosmo-Sport“ der erste Wankel-Mazda präsentiert werden. Nach dem Tod Tsuneji Matsudas übernahm sein Sohn Kohei Matsuda, der seit 1961 als Vizepräsident des Konzerns tätig war, die Unternehmensführung.